# 李佳芬
李佳芬（1963年8月10日—），中華民國政治人物。出身雲林西螺政治家庭，福佬客家人。私立世界新聞專科學校三專部廣播電視科畢業、國立嘉義大學國民教育研究所碩士。現任維多利亞學校財團法人董事長，曾擔任記者、雲林縣議員。
2021年6月18日，教育部定李佳芬為雲林縣維多利亞實驗高級中學、雲林縣私立維多利亞國民小學董事長。

## 家族
與丈夫韓國瑜共育有2女1子。丈夫韓國瑜在2024年2月1日就職為立法院院長。
李佳芬的父親李日貴早年在濁水溪畔經營砂石業，為前雲林縣議員，及至患有氣喘、身體變差才由李佳芬接班，已於2021年元月1日因病逝世。弟弟李明哲曾為維多利亞雙語學校董事，現任雲林縣議員。

## 選舉紀錄
| 年度 | 選舉屆數               | 選舉區           | 所屬政黨   | 得票數 | 得票率 | 當選標記 | 備註 |
| ---- | ---------------------- | ---------------- | ---------- | ------ | ------ | -------- | ---- |
| 1998 | 第十四屆雲林縣議員選舉 | 雲林縣第四選舉區 | 中國國民黨 | 8,821  | 14.87% |          |      |
| 2002 | 第十五屆雲林縣議員選舉 | 雲林縣第四選舉區 | 中國國民黨 | 7745   | 13.97% |          |      |
| 2006 | 第十六屆雲林縣議員選舉 | 雲林縣第四選舉區 | 中國國民黨 | 7184   | 12.78% |          |      |